# Ken'ichi Asai
Ken'ichi Asai (浅井 健一, Asai Ken'ichi, né le 29 décembre 1964 à Nagoya dans la préfecture d'Aichi), fut le chanteur et créateur du groupe rock japonais Blankey Jet City (1990-2000). En 2000, il devient président et chef de la direction de son propre label de disques indépendant fraîchement créé : Sexy Stones Records. Il poursuit, à la suite de la séparation du groupe, une carrière solo en créant différents groupes sous son label dont JUDE en 2002. En juillet 2006, il démarre ses activités sous son véritable nom.
En 2010, il forme PONTIACS avec son ancien collègue Toshiyuki Terui et le batteur Masuo Arimatsu.
À present, il également produit le groupe féminin de rock LAZYgunsBRISKY et le groupe rock de lycéens LEDY JOE.
Outre l'activité musicale, il publie quelques artbooks et il organise sa première exposition personnelle en mai 2008.

## Discographie

### DVD
- Johnny Heaven -Johnny Hell Tour DVD- (04/04/2007)
- SPARKLING MOVIE -LIVE AT SHIBUYA-AX- (23/04/2008)
- Deadly Hair -HALL TOUR MERCURY- (31/03/2010)

## Livres
- SHERBET street (06/2000) LIVRE-CD
- TED TEX (11/2003) Livre d'images
- 1991-1997 (09/2004) Recueil de poèmes
- 1998-2001 (09/2004) Recueil de poèmes
- 2002-2005 (13/09/2006) Recueil de poèmes
- Highway Jenny [1](27/09/2006) Ga-nime[2] (art anime)
- Jet Milk Hill (17/03/2007) Artbook